# Nižné Ladičkovce, Humenné
Nižné Ladičkovce este o comună slovacă, aflată în districtul Humenné din regiunea Prešov. Localitatea se află la altitudinea de 198 m deasupra n.m., se întinde pe o suprafață de 8,55 km2 și în 2017 număra 346 de locuitori.

## Istoric
Localitatea Nižné Ladičkovce este atestată documentar din 1478.

## Demografie
| An:                | 1994 | 2004   | 2014   | 2024   |
| ------------------ | ---- | ------ | ------ | ------ |
| Număr de persoane: | 344  | 365    | 353    | 321    |
| Diferență:         |      | +6,10% | −3,28% | −9,06% |

| An:                | 2023 | 2024   |
| ------------------ | ---- | ------ |
| Număr de persoane: | 325  | 321    |
| Diferență:         |      | −1,23% |